# Heliconius paulina
Heliconius paulina är en fjärilsart som beskrevs av Friedrich Wilhelm Niepelt 1928. Heliconius paulina ingår i släktet Heliconius och familjen praktfjärilar. Inga underarter finns listade i Catalogue of Life.